# Muzeul de Arheologie din Cracovia

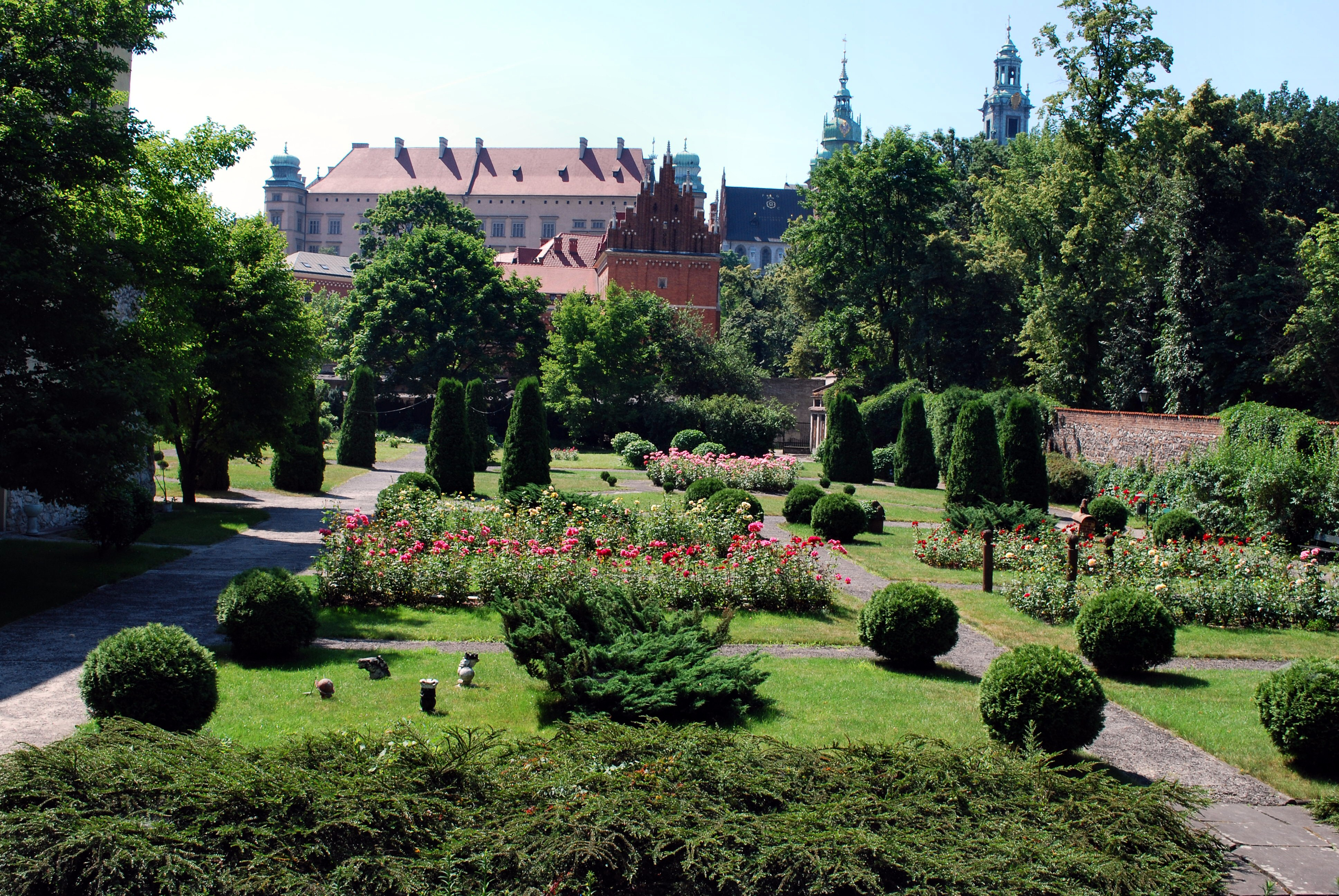
Grădina muzeului

Muzeul de Arheologie din Cracovia (în poloneză Muzeum Archeologiczne w Krakowie), Polonia, este un muzeu înființat în anul 1850, în perioada în care sudul Poloniei se afla sub ocupație austriacă. Autoritățile austriece au permis ca în 1848 să se înființeze Departamentul de Artă și Arheologie, mai târziu Comitetul de arheologie în 1850 din care s-a format Muzeul de Arheologie.

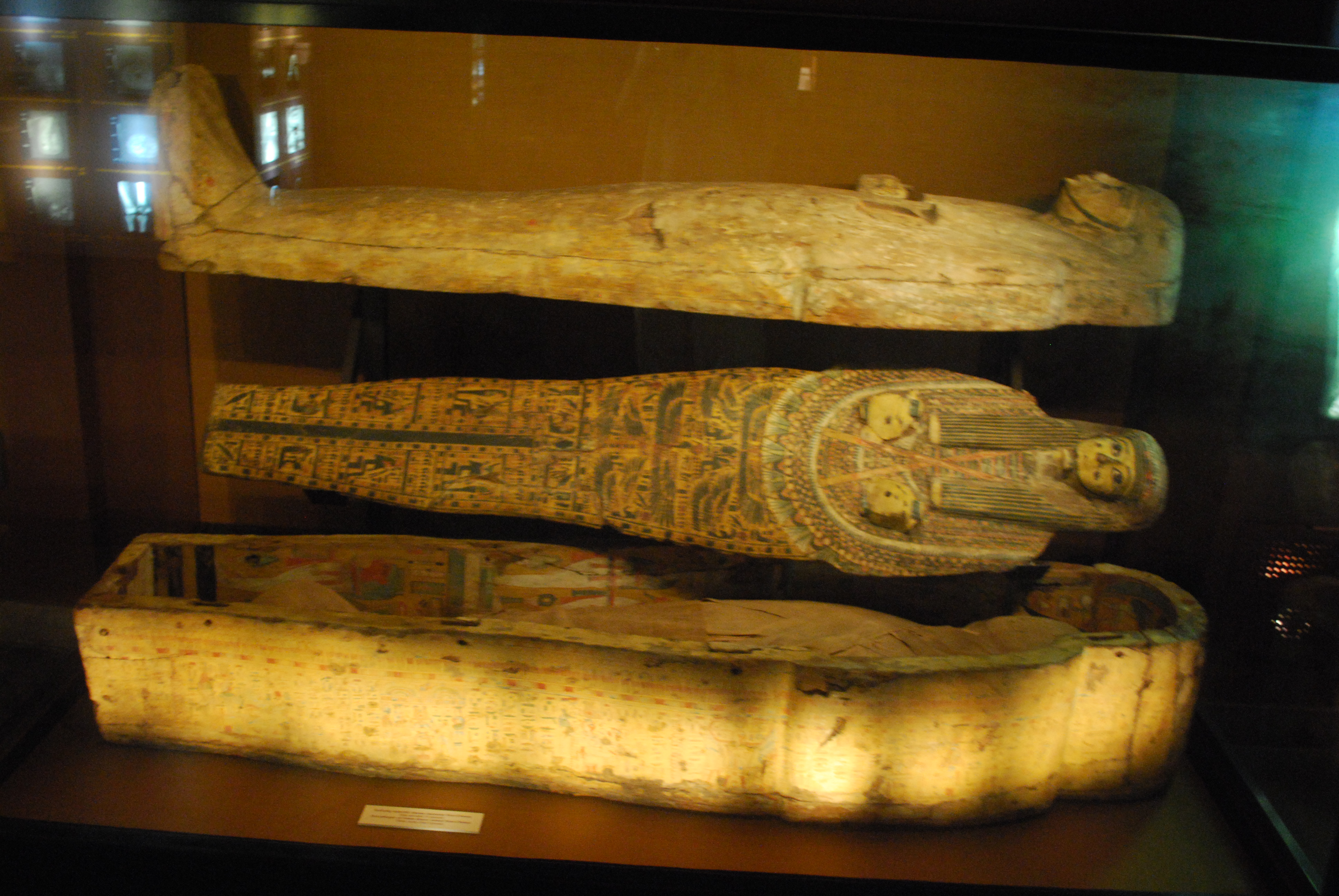
Sarcofag egiptean
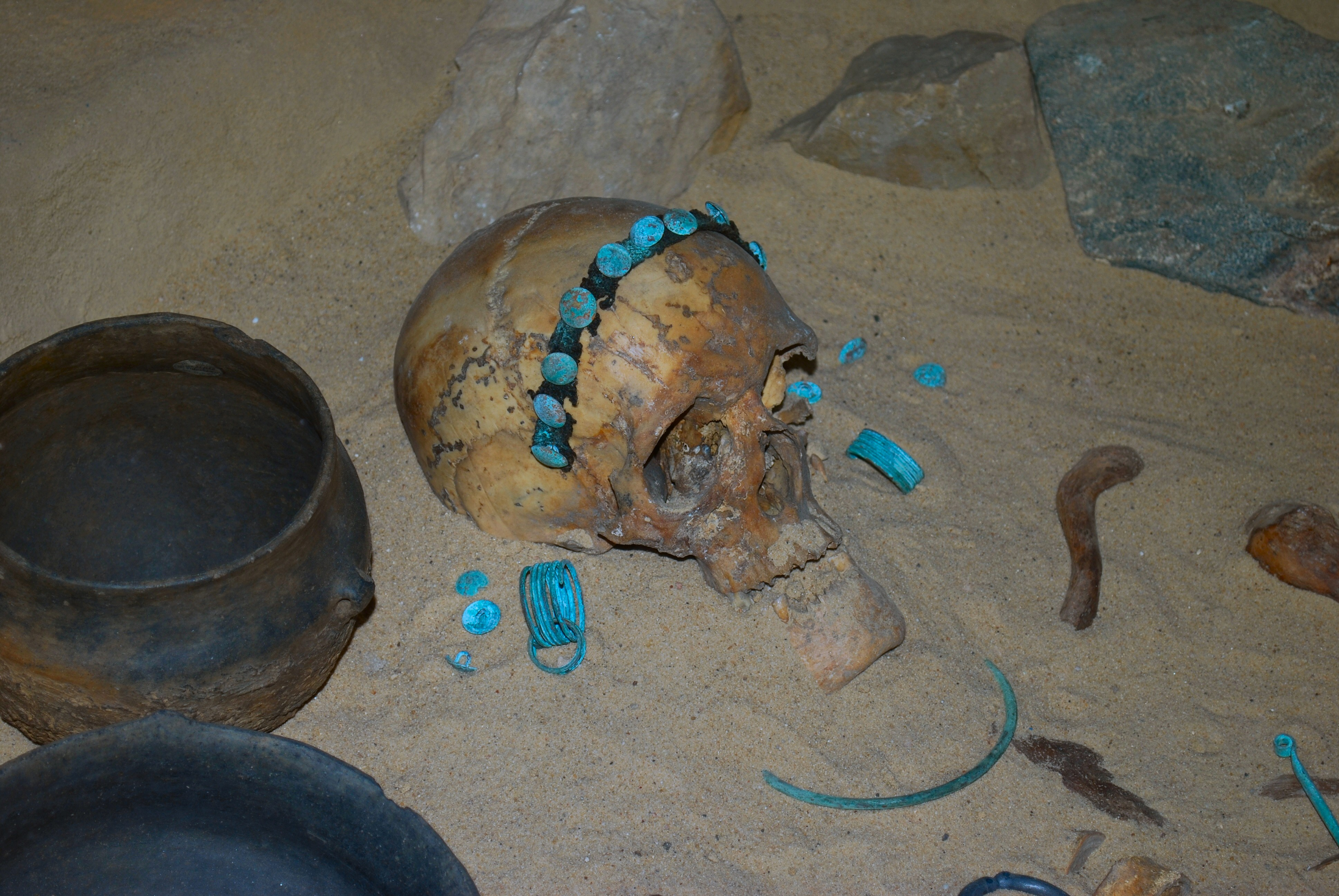